# Forty Mile (Yukon)
saumon
Pour les articles homonymes, voir Forty Mile.

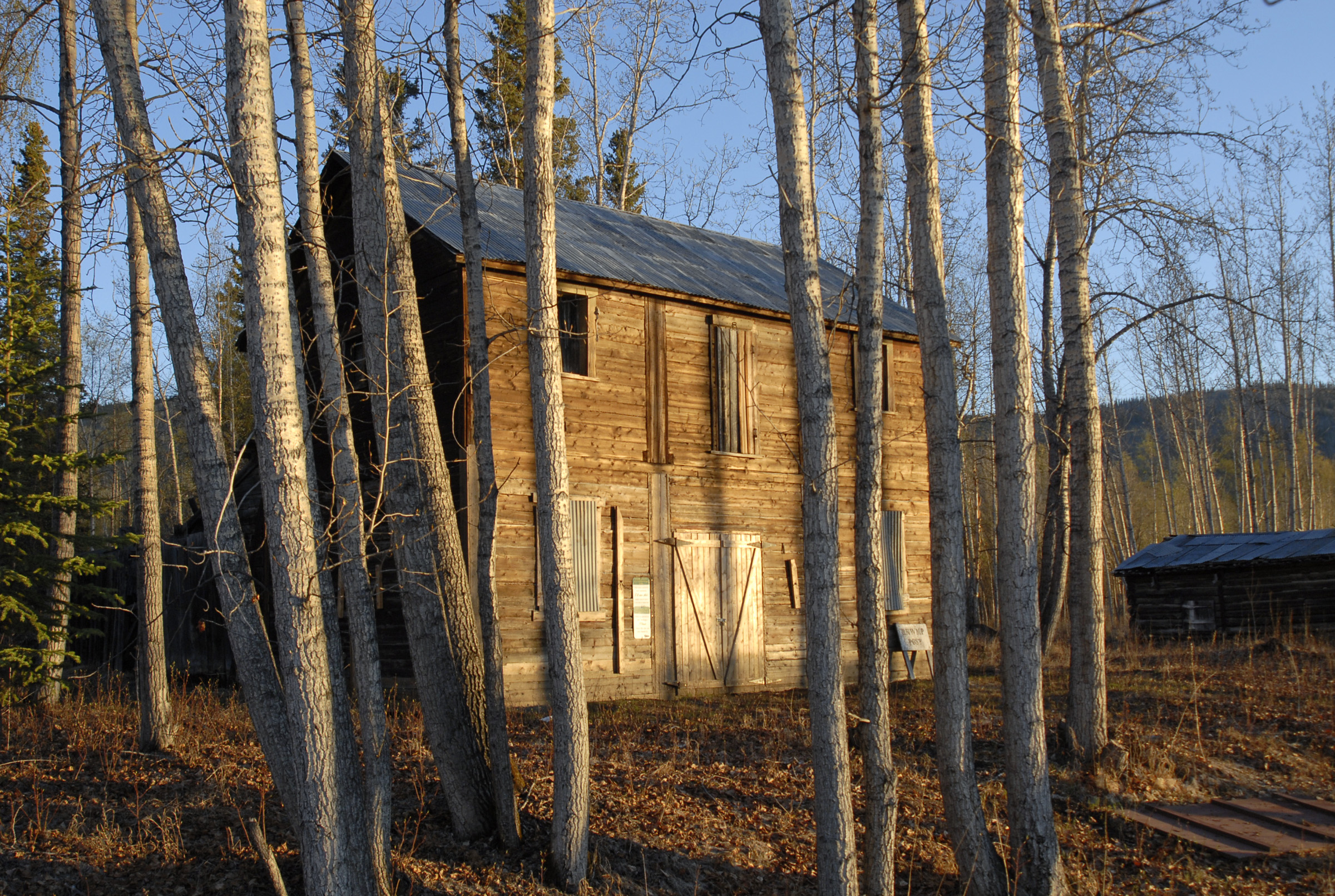
Le local de la Police Montée à Forty Mile

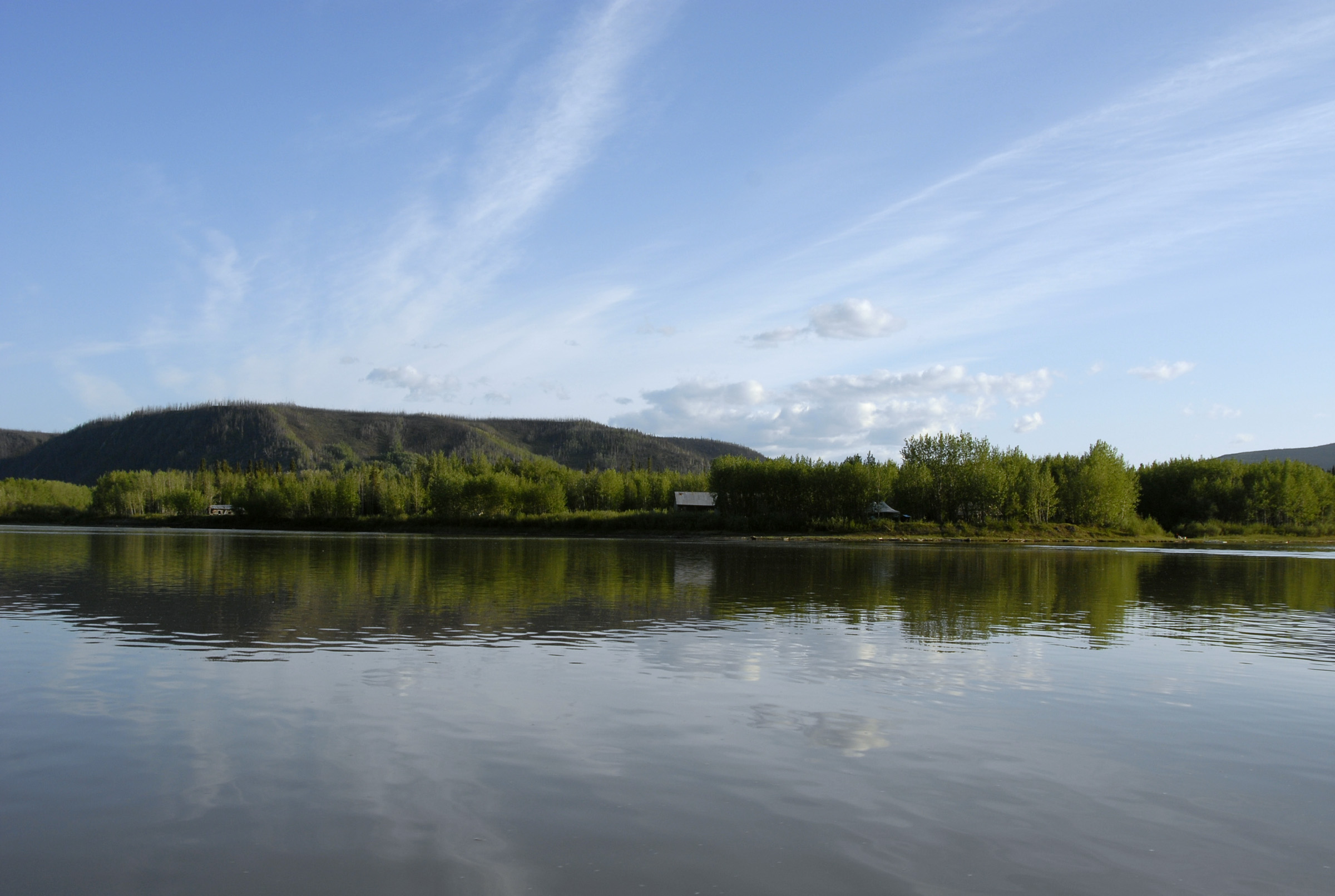
Forty Mile

Forty Mile est une ville fantôme du Yukon au Canada, considérée comme la plus ancienne ville du Yukon. Elle a été fondée en 1886, au confluent du fleuve Yukon et de la rivière Fortymile, par les chercheurs d'or. Abandonnée à la fin de la Ruée vers l'or du Klondike, elle a continué à être habitée par le peuple indigène Tr’ondëk Hwëch’in et est actuellement un site historique cogéré par les Tr’ondëk Hwëch’in et le gouvernement du Yukon.
Bien avant la fondation de la ville, le lieu était occupé par les peuples indigènes locaux depuis plusieurs générations. Ils y pratiquaient la chasse au caribou, lesquels traversaient le fleuve à cet endroit, au printemps et en été. C'était de plus un lieu important de pêche de l'ombre arctique et du saumon.
En 1886, Jack McQuesten, Alfred Mayo et Arthur Harper, de la Compagnie Commerciale de l'Alaska (ACCo) y établirent un comptoir, après la découverte d'or dans la rivière Fortymile. Beaucoup de prospecteurs les rejoignirent, et une première école anglicane fut ouverte en 1887. Le premier poste de police montée y fut installé. Dès 1894, il existait à cet endroit une bibliothèque, une salle de billard, deux restaurants, un théâtre, 10 saloons, et plusieurs distilleries. La population s'élevait alors à 600 personnes. Actuellement, quelques bâtiments seulement ont été conservés.
Un accord, signé en 1998 entre les Tr’ondëk Hwëch’in et le gouvernement canadien donne la propriété et l'organisation du lieu conjointement aux deux instances. Des projets ont été élaborés afin d'améliorer l'accueil du tourisme et la préservation de ces lieux historiques.
La ville la plus proche est Dawson City à 77 kilomètres (48 mi), en amont de la rivière. Avant la construction d'une route vers Clinton Creek, depuis de la Top of the World Highway, le site n'était accessible que par une route de 97 kilomètres (60 mi) partant de Dawson City, toutefois, la plus grande partie des visiteurs arrivent par voie fluviale depuis l'Alaska.